# Inżynieria finansowa
Inżynieria finansowa – gałąź finansów, która skupia się na wykorzystaniu teorii finansów oraz instrumentów finansowych (w szczególności instrumentów pochodnych, takich jak opcje czy kontrakty terminowe) w celu rozwiązywania skomplikowanych problemów finansowych lub wykorzystywania możliwości finansowych.
W celu rozwiązywania problemów oraz tworzenia nowych innowacyjnych produktów finansowych inżynieria finansowa wykorzystuje wiedzę i narzędzia z dziedziny matematyki, informatyki, statystyki oraz ekonomii. Inżynieria finansowa jest wykorzystywana m.in. przez banki, firmy inwestycyjne, towarzystwa ubezpieczeniowe oraz fundusze hedgingowe.